# Sambongrejo (Sambong)
Sambongrejo is een bestuurslaag in het regentschap Blora van de provincie Midden-Java, Indonesië. Sambongrejo telt 3011 inwoners (volkstelling 2010).